# Alfonso Ussía
Alfonso de Ussía Muñoz-Seca (Madrid, 12 de febrero de 1948) es un periodista, columnista y escritor español.

## Familia
Alfonso Ussía es hijo segundo de Luis de Ussía y Gavaldá, ii conde de los Gaitanes, y de su mujer María de la Asunción Muñoz-Seca y Ariza. Es nieto materno del dramaturgo Pedro Muñoz Seca, primo del escritor Borja Cardelús y sobrino del teniente general Jaime Milans del Bosch y Ussía. Es padre del novelista y columnista de ABC, Alfonso J. Ussía. 

## Biografía
Comenzó escribiendo poesía satírica desde muy joven, al tiempo que leía y aprendía casi de forma autodidacta. Estudió en los colegios Alameda de Osuna y Colegio del Pilar. Cursó la carrera de Derecho hasta que se vio obligado a realizar el servicio militar. Dos años después, a su regreso, ingresó en Ciencias de la Información, aunque lo abandonaría al poco tiempo.
Su primer trabajo fue en el Servicio de Documentación del diario vespertino Informaciones, siendo director Jesús de la Serna y subdirector Juan Luis Cebrián. Pronto le publicarían su primer artículo en la revista Sábado Gráfico. Más tarde, y a raíz de otras publicaciones en la revista respaldadas por Eugenio Suárez, Torcuato Luca de Tena le propuso un trabajo en el diario ABC.
Aunque la mayor parte de su carrera como columnista la pasó en el diario ABC, trabajó para los periódicos Diario 16 y Ya, y las revistas Las Provincias, Litoral y El Cocodrilo, siendo director de esta última.
A lo largo de su dilatada carrera como escritor y columnista, ha colaborado también en programas radiofónicos y de televisión, como Protagonistas y La Brújula, ambos en Onda Cero, y Este país necesita un repaso de Telecinco, con Antonio Mingote, Antonio Ozores, Chumy Chúmez, Luis Sánchez Polack (Tip), José Luis Coll y Miguel Durán de compañeros. Además ideó las series de televisión El marqués de Sotoancho (2000) y Puerta con puerta (1999).
Ha creado, además, numerosos personajes humorísticos, como Floro Recatado (un entrenador de fútbol argentino), el doctor Gorroño, don Juan Pineda y Jeremías Aguirre (un revolucionario sandinista), a los que pone voz en la radio. Pero sin duda alguna su personaje más relevante y conocido es el marqués de Sotoancho, un peculiar señorito de la Baja Andalucía al que da vida en sus obras junto a la marquesa viuda y el servicio de La Jaralera, una residencia ficticia ubicada entre las provincias de Cádiz y Sevilla.
Ha trabajado como columnista en el diario La Razón, Neupic y el semanario Tiempo con las tertulias del programa radiofónico La Mañana en la cadena COPE. En la temporada 2012-2013 deja esta tertulia.
En la década de 2020 participó en un libro promovido por Vox contra la Ley de la memoria histórica titulado "Memoria histórica", amenaza para la paz en Europa, editado por el Grupo de los Conservadores y Reformistas Europeos del Parlamento Europeo, en el que está encuadrado Vox, y en el que también han participado destacados miembros de este partido como Hermann Tertsch y Francisco José Contreras.
Poco después se hizo colaborador del periódico digital El Debate, el cual, pasados unos meses, anunció que Ussía era su redactor más leído.

### Polémicas
Su artículo del 23 de abril de 2003, donde calificaba de terroristas a los grupos Su Ta Gar y Soziedad Alkoholika, fue criticado por otros grupos musicales.
En 2004 Ussía dejó de escribir para el diario ABC por la polémica que suscitó su artículo «El cerdo vasco» y se pasó a La Razón.
En mayo de 2006, fue condenado por un juzgado de Madrid a indemnizar con 20 000 euros al periodista Fernando Delgado por un delito contra el honor. Ussía había publicado un artículo en La Razón en que insultaba a Delgado con términos como "mierda", "miserable" o "hijoputa", y además le atribuía unas palabras que nunca pronunció.
En 2012, pocos días después de que el coronel Francisco Alamán declarara que utilizaría tanques del ejército español para frenar cualquier intento secesionista en Cataluña, Ussía reclamó desde su columna en La Razón, a su vez, que sean los soldados españoles quienes se encarguen de dirimir los conflictos con el nacionalismo vasco.
En 2013, tras la sentencia del caso Prestige que absolvía a todos los responsables de la catástrofe, escribió en su cuenta de Twitter: «Los que se indignan con la desgracia de unos berberechos por un accidente, celebran la salida de terroristas por veinte asesinatos». Lo que desató una oleada de respuestas de personas indignadas con sus palabras así como medios de comunicación, que sarcían su portadas con titulares como «celebra deste xeito en Twitter a sentenza do Prestige».
El 7 de abril de 2015 pierde un juicio contra Lionel Messi y es condenado a pagar finalmente 72 783,20 euros por opiniones insultantes y ofensivas («¿Qué tendrá Nandrolono / ha perdido su ritmo, ha perdido su tono / aunque le hayan moldeado un precioso tupé») hacia el jugador vertidas en el diario La Razón el 14 de julio de 2014.
En su libro Ciento volando de catorce, Joaquín Sabina le dedicó un soneto satírico, «Don Mendo no se hereda», aludiendo al talento que no había heredado de su abuelo Pedro Muñoz Seca, autor de La venganza de Don Mendo.
En 2023, tras un primer archivo provisional del caso, fue condenado por un delito de injurias graves con publicidad hacia Corinna Larsen. La que fuera «amiga entrañable» de Juan Carlos de Borbón denunció a Ussía y a Ediciones Católicos y Vida Pública, S.L.U. (empresa editora de El Debate) a raíz de la publicación en 2021 del artículo "La profesional", en el que su autor se refería a Larsen como «insuperable golfa, profesional del sexo, recauchutada o zorrón desorejado». Si bien el propio Ussía consideraba el texto un tributo al «talento de antepasados como Quevedo, Góngora, Villamediana y Cervantes», el tribunal vio «una clara intención vejatoria, humillante, en definitiva, insultante» contra Corinna. Alfonso Ussía ya había insultado a Corinna Larsen a través de redes sociales en 2020, calificándola de «zorra».

### Obra
- 1979 Coplas, canciones y sonetos para antes de una guerra
- 1981 Fustazos y caricias
- 1983 Golfos, gafes y gorrones
- 1985 Sin acritud
- 1986 Y con estas entramos en Europa
- 1991 Cosas que pasan
- 1992 Manual del ecologista coñazo
- 1992 Tratado de las buenas maneras I
- 1994 Del humor, del amor y de la ira
- 1994 Tratado de las buenas maneras II
- 1995 Pasajes de la vida
- 1995 Tratado de las buenas maneras III
- 1996 Versos prohibidos: la década perversa
- 1998 Coñones del reino de España
- 1999 El temblor diario
- 2001 Patriotas adosados. Diez años de nacionalismo en el País Vasco (con Antonio Mingote)
- 2003 Carpe Diem. Confesiones de un pollo de barra
- 2003 El bosque sonriente: prosas y versos de la España de hoy
- 2003 Del coscorrón a la seda
- 2004 Zapatero, a tus zapatos. Historia del arte de la rectificación (con Antonio Mingote)
- 2005 Crónica del desastre: Zapatazos, maragalladas y otros desatinos
- 2006 Resentidos, torpes y traidores
- 2008 Bohemios y malvados: Coñones del Reino de España II
- 2009 Mujeres del Reino

Del marqués de Sotoancho ha escrito, con ilustraciones de Barca:
- 1998 Memorias del marqués de Sotoancho. La albariza de los juncos
- 1999 El secuestro de mamá y otros relatos del marqués de Sotoancho
- 2000 Lo que Dios ha unido que no lo separe mamá
- 2001 Pachucha tirando a mal
- 2002 Un talibán en La Jaralera
- 2004 Las dos bodas. El Príncipe y Sotoancho se casan
- 2005 Las canicas, las cuquis y el novio tontito de mamá
- 2006 Mamá se quiere morir y no hay manera
- 2007 ¡Milagro! se ha muerto mamá
- 2009 El diario de mamá
- 2012 Safari
- 2014 El gato negro y la pildorita azul
- 2016 La berrea
- 2018 El rapto de la novicia, los cañones de los Pujol y Monsieur Pipet de Lagarde
- 2020 La exhumación de papá y el cróquet

### Premios
- Premio González Ruano de Periodismo
- Premio Mariano de Cavia de Periodismo
- Premio Jaime de Foxá de Literatura venatoria
- Pluma de Plata del Club de la Escritura

## Vida personal
Está casado con María del Pilar Hornedo Muguiro.

## Genealogía
| \| \| \| \| \| \| \| \| \| \| \| \| \| \| \| \| \| \| \| \| 16. Antero Ussía Escubi \| \| \| \| \| \| \| \| \| \| \| \| \| \| \| \| \| \| \| \| \| \| \| \| \| \| \| \| \| \| \| \| \| \| \| \| \| \| \| \| \| \| \| \| \| \| \| \| \| \| \| \| \| \| 8. Luis de Ussía y Aldama \| \| \| \| \| \| \| \| \| \| \| \| \| \| \| \| \| \| \| \| \| \| \| \| \| \| \| \| \| \| \| \| \| \| \| \| \| \| \| \| \| \| \| \| \| \| \| \| \| \| \| \| \| \| 17. María Dominga Aldama Acha \| \| \| \| \| \| \| \| \| \| \| \| \| \| \| \| \| \| \| \| \| \| \| \| \| \| \| \| \| \| \| \| \| \| \| \| \| \| \| \| \| \| \| \| \| \| \| \| \| \| \| \| \| \| 4. José Luis de Ussía y Cubas \| \| \| \| \| \| \| \| \| \| \| \| \| \| \| \| \| \| \| \| \| \| \| \| \| \| \| \| \| \| \| \| \| \| \| \| \| \| \| \| \| \| \| \| \| \| \| \| \| \| \| \| \| \| 18. Francisco de Cubas y González-Montes \| \| \| \| \| \| \| \| \| \| \| \| \| \| \| \| \| \| \| \| \| \| \| \| \| \| \| \| \| \| \| \| \| \| \| \| \| \| \| \| \| \| \| \| \| \| \| \| \| \| \| \| \| \| 9. María Cecilia de Cubas y Erice \| \| \| \| \| \| \| \| \| \| \| \| \| \| \| \| \| \| \| \| \| \| \| \| \| \| \| \| \| \| \| \| \| \| \| \| \| \| \| \| \| \| \| \| \| \| \| \| \| \| \| \| \| \| 19. Celedonia Matilde Erice y Urquijo \| \| \| \| \| \| \| \| \| \| \| \| \| \| \| \| \| \| \| \| \| \| \| \| \| \| \| \| \| \| \| \| \| \| \| \| \| \| \| \| \| \| \| \| \| \| \| \| \| \| \| \| \| \| 2. Luis de Ussía y Gavalda \| \| \| \| \| \| \| \| \| \| \| \| \| \| \| \| \| \| \| \| \| \| \| \| \| \| \| \| \| \| \| \| \| \| \| \| \| \| \| \| \| \| \| \| \| \| \| \| \| \| \| \| \| \| 5. María de los Ángeles Gavaldá y López-Pelegrín \| \| \| \| \| \| \| \| \| \| \| \| \| \| \| \| \| \| \| \| \| \| \| \| \| \| \| \| \| \| \| \| \| \| \| \| \| \| \| \| \| \| \| \| \| \| \| \| \| \| \| \| \| \| 1. Alfonso Ussía Muñoz-Seca \| \| \| \| \| \| \| \| \| \| \| \| \| \| \| \| \| \| \| \| \| \| \| \| \| \| \| \| \| \| \| \| \| \| \| \| \| \| \| \| \| \| \| \| \| \| \| \| \| \| \| \| \| \| 12. José Muñoz Césari \| \| \| \| \| \| \| \| \| \| \| \| \| \| \| \| \| \| \| \| \| \| \| \| \| \| \| \| \| \| \| \| \| \| \| \| \| \| \| \| \| \| \| \| \| \| \| \| \| \| \| \| \| \| 6. Pedro Muñoz Seca \| \| \| \| \| \| \| \| \| \| \| \| \| \| \| \| \| \| \| \| \| \| \| \| \| \| \| \| \| \| \| \| \| \| \| \| \| \| \| \| \| \| \| \| \| \| \| \| \| \| \| \| \| \| 13. María Seca Miranda \| \| \| \| \| \| \| \| \| \| \| \| \| \| \| \| \| \| \| \| \| \| \| \| \| \| \| \| \| \| \| \| \| \| \| \| \| \| \| \| \| \| \| \| \| \| \| \| \| \| \| \| \| \| 3. Asunción Muñoz-Seca y de Ariza \| \| \| \| \| \| \| \| \| \| \| \| \| \| \| \| \| \| \| \| \| \| \| \| \| \| \| \| \| \| \| \| \| \| \| \| \| \| \| \| \| \| \| \| \| \| \| \| \| \| \| \| \| \| 7. Asunción Ariza Díez de Bulnes \| \| \| \| \| \| \| \| \| \| \| \| \| \| \| \| \| \| \| \| \| \| \| \| \| \| \| \| \| \| \| \| \| \| \| \| \| \| \| \| \| \| \| \| \| \| \| \| \| \| \| \| |                                                  |  |  |  |  |  |  |  |  |  |  |  |  |  |  |  |
| |                                                  |  |  |  |  |  |  |  |  |  |  |  |  |  |  |  |
| | 16. Antero Ussía Escubi                          |  |  |  |  |  |  |  |  |  |  |  |  |  |  |  |
| |                                                  |  |  |  |  |  |  |  |  |  |  |  |  |  |  |  |
| |                                                  |  |  |  |  |  |  |  |  |  |  |  |  |  |  |  |
| | 8. Luis de Ussía y Aldama                        |  |  |  |  |  |  |  |  |  |  |  |  |  |  |  |
| |                                                  |  |  |  |  |  |  |  |  |  |  |  |  |  |  |  |
| |                                                  |  |  |  |  |  |  |  |  |  |  |  |  |  |  |  |
| | 17. María Dominga Aldama Acha                    |  |  |  |  |  |  |  |  |  |  |  |  |  |  |  |
| |                                                  |  |  |  |  |  |  |  |  |  |  |  |  |  |  |  |
| |                                                  |  |  |  |  |  |  |  |  |  |  |  |  |  |  |  |
| | 4. José Luis de Ussía y Cubas                    |  |  |  |  |  |  |  |  |  |  |  |  |  |  |  |
| |                                                  |  |  |  |  |  |  |  |  |  |  |  |  |  |  |  |
| |                                                  |  |  |  |  |  |  |  |  |  |  |  |  |  |  |  |
| | 18. Francisco de Cubas y González-Montes         |  |  |  |  |  |  |  |  |  |  |  |  |  |  |  |
| |                                                  |  |  |  |  |  |  |  |  |  |  |  |  |  |  |  |
| |                                                  |  |  |  |  |  |  |  |  |  |  |  |  |  |  |  |
| | 9. María Cecilia de Cubas y Erice                |  |  |  |  |  |  |  |  |  |  |  |  |  |  |  |
| |                                                  |  |  |  |  |  |  |  |  |  |  |  |  |  |  |  |
| |                                                  |  |  |  |  |  |  |  |  |  |  |  |  |  |  |  |
| | 19. Celedonia Matilde Erice y Urquijo            |  |  |  |  |  |  |  |  |  |  |  |  |  |  |  |
| |                                                  |  |  |  |  |  |  |  |  |  |  |  |  |  |  |  |
| |                                                  |  |  |  |  |  |  |  |  |  |  |  |  |  |  |  |
| | 2. Luis de Ussía y Gavalda                       |  |  |  |  |  |  |  |  |  |  |  |  |  |  |  |
| |                                                  |  |  |  |  |  |  |  |  |  |  |  |  |  |  |  |
| |                                                  |  |  |  |  |  |  |  |  |  |  |  |  |  |  |  |
| | 5. María de los Ángeles Gavaldá y López-Pelegrín |  |  |  |  |  |  |  |  |  |  |  |  |  |  |  |
| |                                                  |  |  |  |  |  |  |  |  |  |  |  |  |  |  |  |
| |                                                  |  |  |  |  |  |  |  |  |  |  |  |  |  |  |  |
| | 1. Alfonso Ussía Muñoz-Seca                      |  |  |  |  |  |  |  |  |  |  |  |  |  |  |  |
| |                                                  |  |  |  |  |  |  |  |  |  |  |  |  |  |  |  |
| |                                                  |  |  |  |  |  |  |  |  |  |  |  |  |  |  |  |
| | 12. José Muñoz Césari                            |  |  |  |  |  |  |  |  |  |  |  |  |  |  |  |
| |                                                  |  |  |  |  |  |  |  |  |  |  |  |  |  |  |  |
| |                                                  |  |  |  |  |  |  |  |  |  |  |  |  |  |  |  |
| | 6. Pedro Muñoz Seca                              |  |  |  |  |  |  |  |  |  |  |  |  |  |  |  |
| |                                                  |  |  |  |  |  |  |  |  |  |  |  |  |  |  |  |
| |                                                  |  |  |  |  |  |  |  |  |  |  |  |  |  |  |  |
| | 13. María Seca Miranda                           |  |  |  |  |  |  |  |  |  |  |  |  |  |  |  |
| |                                                  |  |  |  |  |  |  |  |  |  |  |  |  |  |  |  |
| |                                                  |  |  |  |  |  |  |  |  |  |  |  |  |  |  |  |
| | 3. Asunción Muñoz-Seca y de Ariza                |  |  |  |  |  |  |  |  |  |  |  |  |  |  |  |
| |                                                  |  |  |  |  |  |  |  |  |  |  |  |  |  |  |  |
| |                                                  |  |  |  |  |  |  |  |  |  |  |  |  |  |  |  |
| | 7. Asunción Ariza Díez de Bulnes                 |  |  |  |  |  |  |  |  |  |  |  |  |  |  |  |
| |                                                  |  |  |  |  |  |  |  |  |  |  |  |  |  |  |  |
| |                                                  |  |  |  |  |  |  |  |  |  |  |  |  |  |  |  |

## Distinciones honoríficas
- Gran Cruz del Mérito Naval con distintivo blanco[17]
- Caballero Gran Cruz de la Orden del Dos de Mayo (02/05/2013).[18][1]
- Cruz de Plata de la Orden del Mérito de la Guardia Civil[17][19]
- Medalla de Oro de la Comunidad de Madrid (02/05/2018).[20]